# کاتد سرد

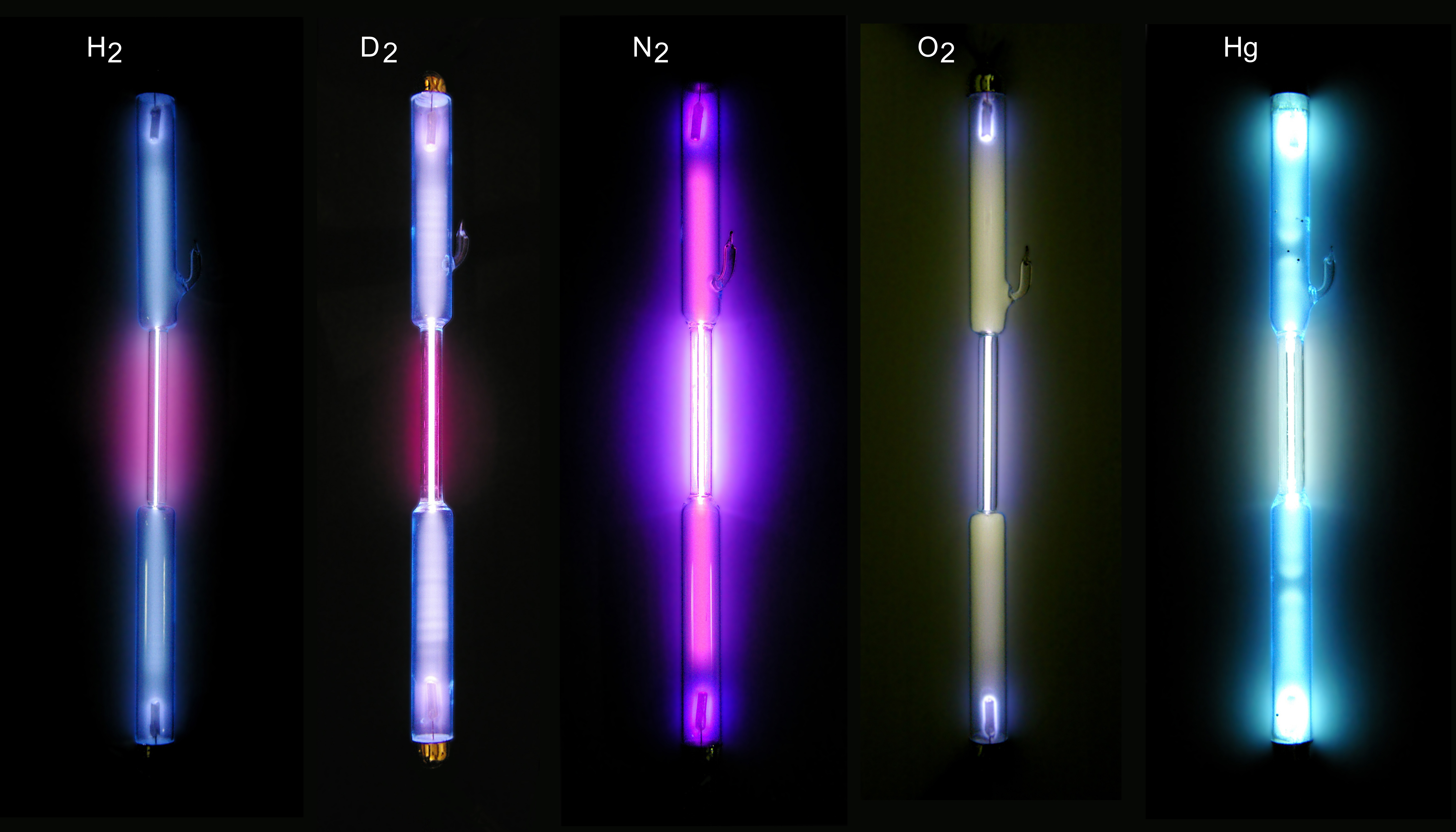
مجموعه ای از لامپ‌های تخلیه با کاتد سرد

کاتد سرد کاتدی است که توسط یک رشته به صورت الکتریکی گرم نمی‌شود. اگر کاتد الکترون‌های بیشتری از میزان انتشار تنها با گسیل گرمایونی منتشر کند، ممکن است «سرد» تلقی شود. در لامپ‌های تخلیه گاز مانند لامپ‌های نئون، لامپ‌های تخلیه و بعضی از انواع لامپ‌های خلأ مورد استفاده قرار می‌گیرد. نوع دیگر کاتد، کاتد گرم است که با عبور جریان الکتریکی از یک رشته گرم می‌شود. کاتد سرد لزوماً در دمای پایین کار نمی‌کند: غالباً با روش‌های دیگر، مانند عبور جریان از کاتد به درون گاز، تا دمای کاری خود گرم می‌شود.

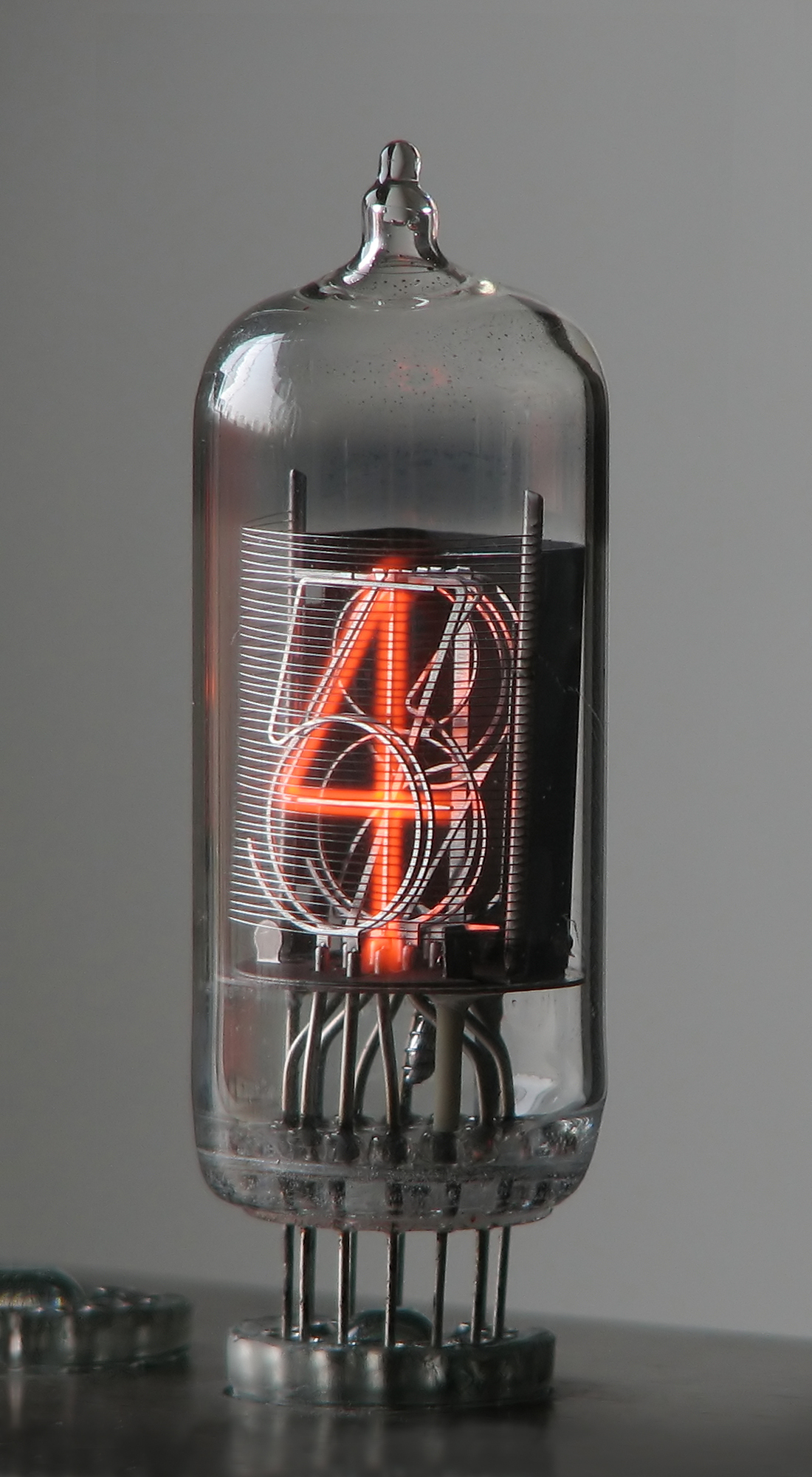
ترتیب رقمی پشته‌شده در یک لامپ نیکسی قابل مشاهده است

## یادداشت
1. ↑  A negatively charged electrode emits electrons or is the positively charged terminal. For more, see field emission.

## استناد
1. ↑  U.S. Patent ۱٬۹۹۳٬۱۸۷, Cold cathode discharge tube